# Xian de Tonghai
Le xian de Tonghai (通海县 ; pinyin : Tōnghǎi Xiàn) est un district administratif de la province du Yunnan en Chine. Il est placé sous la juridiction de la ville-préfecture de Yuxi.
Le 5 janvier 1970, un tremblement de terre a eu lieu sur ce Xian qui tua plus de 16 000 personnes.

## Démographie
La population du district était de 260 617 habitants en 1999.

## Galerie

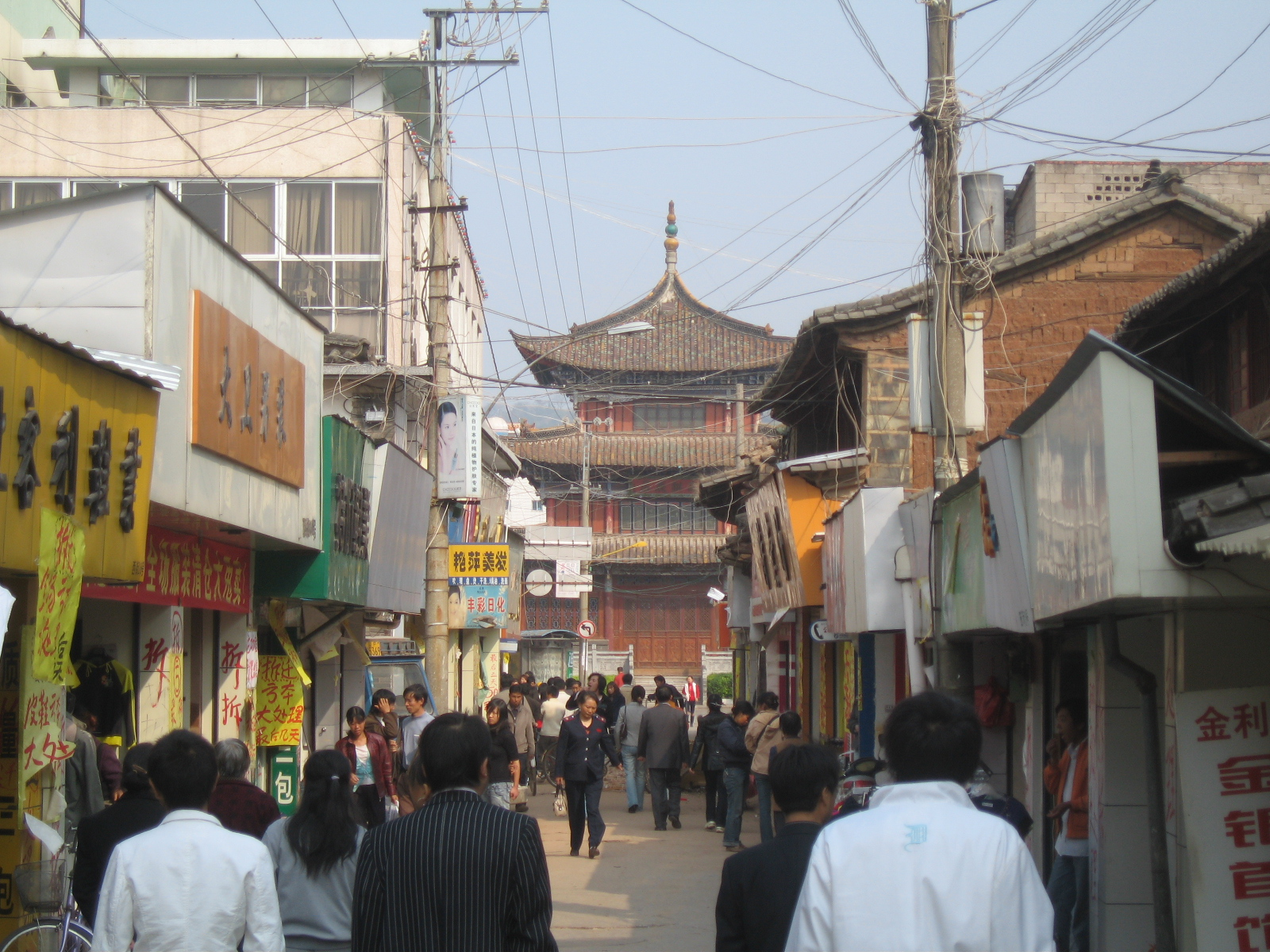
Rue du centre de Tonghai
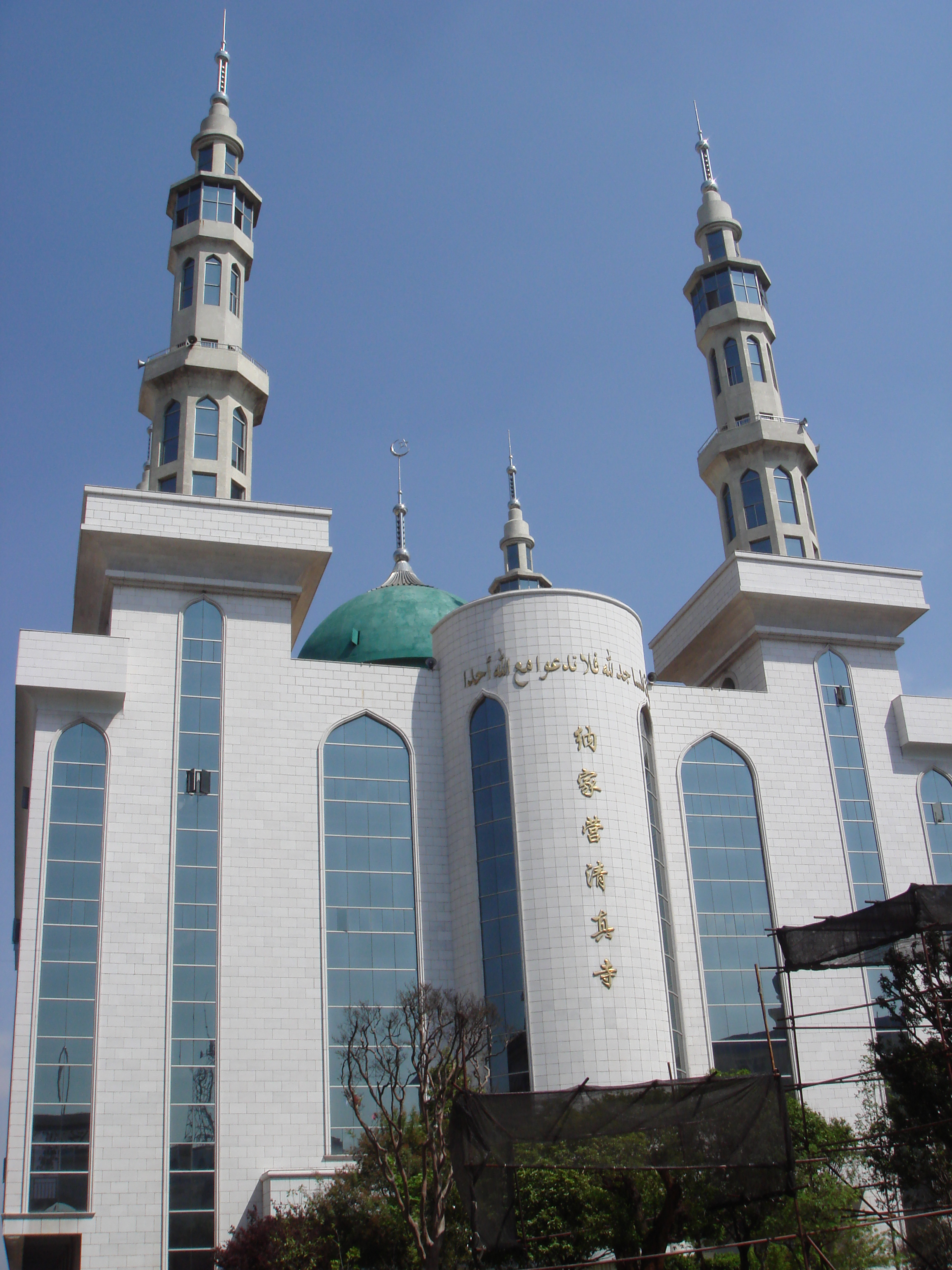
Mosquée Najiaying